# Parsonsia warenensis
Parsonsia warenensis är en oleanderväxtart som beskrevs av Kanehira och Hatusima. Parsonsia warenensis ingår i släktet Parsonsia och familjen oleanderväxter. Inga underarter finns listade i Catalogue of Life.